# مولیش
مولیش، روستایی از توابع بخش زز و ماهرو شهرستان الیگودرز در استان لرستان ایران است.

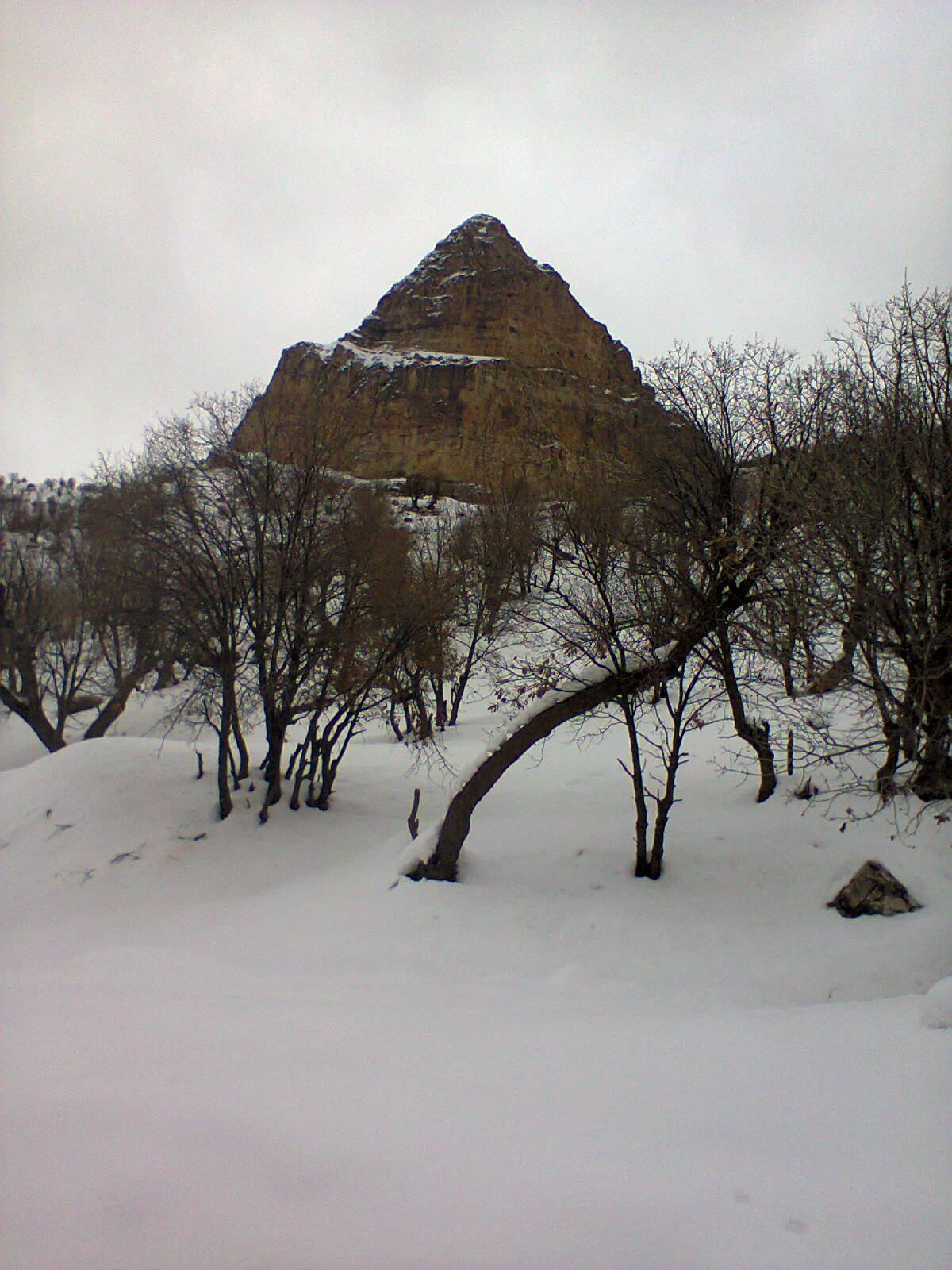
کوه شیان ماهرو

## جمعیت
این روستا در دهستان ماهرو قرار دارد و براساس سرشماری مرکز آمار ایران در سال ۱۳۸۵، جمعیت آن ۶۱ نفر (۱۳خانوار) بوده‌است. و در حال حاضر تعداد 5 خانوار در آن سکونت دارند. به علت صعب العبور بودن و نبود امکانات کافی، بیشتر ساکنان آن به شهرهای دورود و دزفول مهاجرت نموده‌اند.

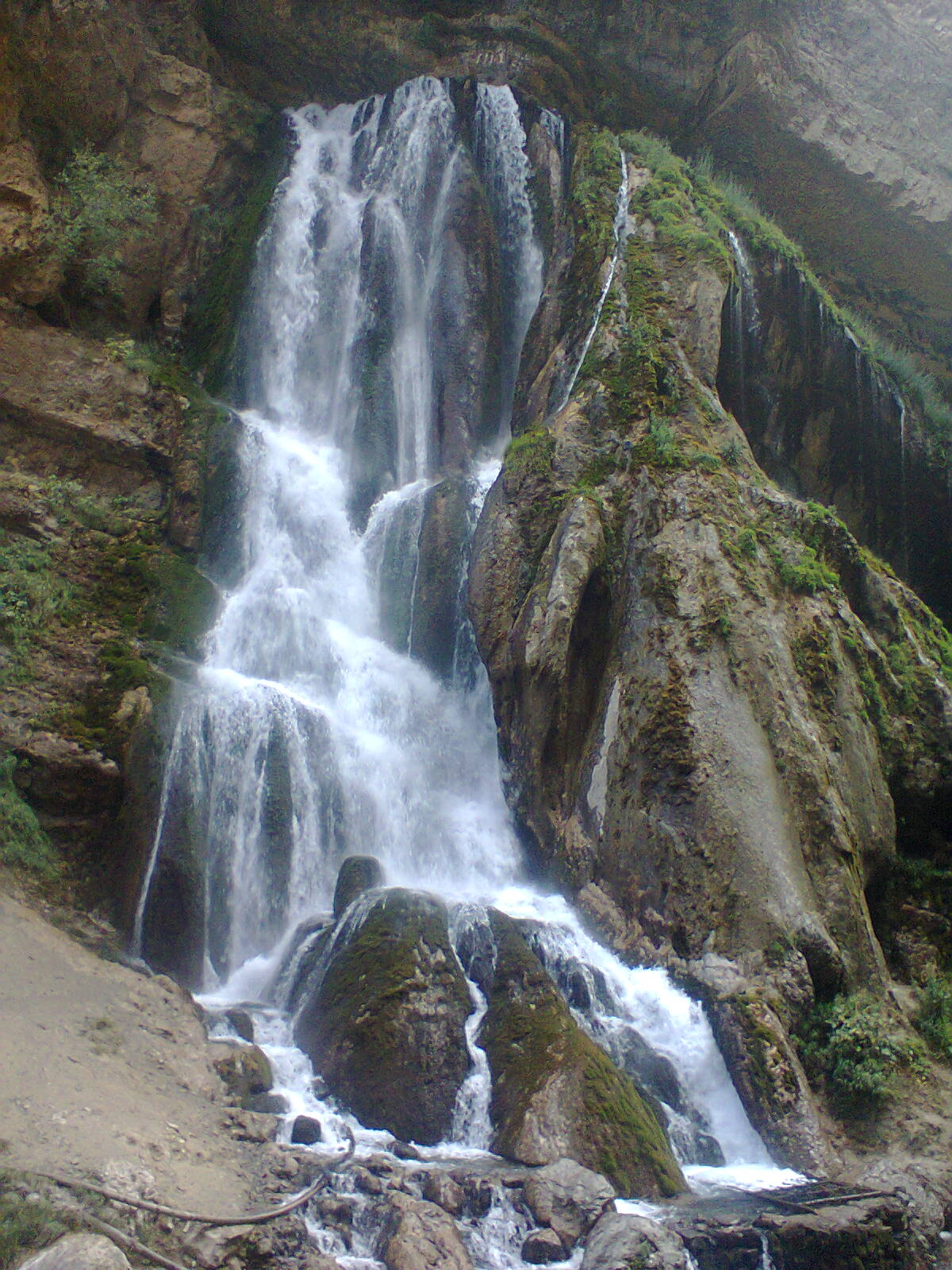
آبشار زیبای آب سفید الیگودرز